# Flamingosi
Flamingosi su srpska glazbena skupina čiji su članovi TV voditelj Ognjen Amidžić i glumac Marinko Madžgalj.
S jazz-folk pjevačem Luisom grupa je osvojila prvo mjesto na Beoviziji 2006. godine s pjesmom "Ludi letnji ples". Na Evropesmi-Europjesmi 2006. koja se održala 11. ožujka u Sava centru u Beogradu, Flamingosi su osvojili drugo mjesto. Kao i u Podgorici 2005., najveći broj bodova dobila je grupa No Name, ovog puta s pjesmom "Moja ljubavi" nakon što članovi žirija iz RTCG-a nisu dodijelili ni jedan bod najbolje plasiranim pjesmama Beovizije. 
Glasnim negodovanjem, zviždanjem i bacanjem boca na pozornicu, publika u Sava centru nije dozvolila izvođenje pobjedničke pjesme, nakon čega je izvedena drugoplasirana pjesma, pobjednik Beovizije i jasan favorit u TV glasanju - Ludi letnji ples u izvođenju Flamingosa i Luisa. Kao epilog spora oko rezultata glasovanja, Udruženje javnih televizija Srbije i Crne Gore priopćilo je da na Evropesmi-Europjesmi 2006. nije izabran predstavnik Srbije i Crne Gore za Eurosong u Ateni.
Grupa je prestala s radom nakon smrti Marinka Madžgalja 26. ožujka 2016. godine. Madžgalj je preminuo u 38. godini od posljedica raka gušterače.